# 皮斯庫鄉
45°30′N 27°44′E / 45.500°N 27.733°E
皮斯庫鄉（羅馬尼亞語：Comuna Piscu, Galați），是羅馬尼亞的鄉份，位於該國東部，由加拉茨縣負責管轄，面積60平方公里，海拔高度14米，2007年人口4,983，人口密度每平方公里83人。